# 技の旅人
『技の旅人』（わざのたびびと）は、松江名俊制作による日本のアニメーション、および漫画作品。

## 概要
漫画家松江名俊制作によるフル3DCGアニメーションによるハートフルファンタジーアニメ。2009年（平成21年）に「てくにプロジェクト」と題しアニメ制作を開始し、マンガ制作の合間に約3年間を費やし2011年（平成23年）5月に完成している。また週刊少年サンデーには2011年44、45号にアニメとはアナザーストーリーの読みきり2話を掲載している。
『次世代ワールドホビーフェア'11 SUMMER』で先行上映。2011年（平成23年）9月21日よりクラブサンデーで解像度を下げた上で先行Web配信された。2011年（平成23年）11月18日には読切2編と絵コンテ、およびサウンドトラックCD付でアニメDVDが発売。
作者特有のお色気描写と拘りが盛り込まれており、胸の揺れやアクションなど場面によっては何テイクも修正したシーンもある。

## ストーリー
文明が崩壊しバイオテクノロジーが発達した世界グリーァボード。武者修行に出ている自称イカス女の子剣士のてくには、オクシリクに襲われていた少女ルリを助け、城砦都市に立寄る。

## 登場人物

### 主要人物
てくに でぱがー
声 - 釘宮理恵
本作の主人公。東から武者修行の旅に出ている少女剣士。語尾に「-に」を付けて話す。ワザーンを操る技人であり、才能はずば抜けているが大雑把でまだ繊細な操作は苦手。
名前およびフックが用いる呼称である「てくにちゃん」の由来は英語で技術者を意味する「テクニシャン」と思われる。
フック ロウ
声 - 望月タカシ
てくにの相棒の知恵ふくろう。愛称「ふっくん」。長寿であるがまだ子供。一度覚えたことは忘れず記憶力に優れている知恵袋。フクロウであるが夜に眠る。ネズミが好物。
読みきり漫画版第2話ではフック・ロウと記載。

### アニメ版の登場人物
ルリ
声 - 佐藤有世
シエントの一人娘。
シエント
声 - 関智一
城砦都市の指導者でルリの父親。パティアによる都市の発達を夢見る。
キャロト
声 - 川上とも子
シエントの腹心。
アサミ
声 - 菊地亜沙美
城砦都市の住人。
ロボ
声 - 松江名俊
城砦都市の住人。体はロボットであるが、脳は完全な人間。
その他キャスト
声 - 山口和也、峰岸佳、土居伸之

### 漫画版の登場人物
アイモフ
体は機械だが脳は人間のサイボーグ。パティアをエネルギーとしている。アニメにも同型が登場しているが別人。
ハイデス
地下都市の長。妻は地上への探索中に亡くなっている。
トイノア
ハイデスの息子。母親に似た獣耳の持ち主。

## 用語
技人（わざびと）
「東の技の民」が使う、心を鍛えることで物理の法則を超越した『ワザーン』を操る者。ワザーンを使うには気力が必要で必要以上に気力を使うと倒れてしまう。
目標念索（もくひょうねんさく）
宝石のようなものを使い位置を探るワザーン
光の翼
背中に光の翼を生やし空を飛ぶ上級ワザーン。
光の雨
雪のように光の粒を降らす初歩のワザーン。
風便り
ポックポケで手紙（伝言）を送る。ポックポケはフックの上で踊るのが好き。
心の刃（やいば）
心で鍛錬した剣。古より伝わる剣技の技で、斬れるかどうかは信念に左右される。必殺剣は「熱刃志念斬り」や「志念両断斬り」。人だけを斬らない様に斬ることもできる。
癒やしのワザーン
生命エネルギーを分け与え生命力を回復させるワザーン。制御が難しく失敗すると破裂させてしまう。
落雷のワザーン
雷を落すワザーン。ただし自分も感電するのが欠点。
パティア
光と水さえあれば半永久的にエネルギーを発する葉緑素永久機関の中心モジュール。西側の科学文明地帯ではこのパティアで機械を動かしているが、すでに製造法は失われており、遺跡から発掘するくらいしか調達する術がない。
オクシリク
前科学時代の冷戦下で製造された戦闘擬似生命体。文明崩壊後も世界に残され（読みきり漫画版では冷戦が大戦へと至らなかったために残ったと説明されている）、人の命をエネルギーとしているため人を襲い生体エネルギーを吸収している。
ヒュウガDD（ディーディー）
声 - 近藤浩徳
アニメ版に登場。オクシリクの1体。額より高粒子エネルギー砲を放つ。知能は高くミニオクシリクを従えている。
セイレーン
漫画第2話に登場。地下都市に埋まっていた巨大オクシリク。最終超兵器世代で、東の技の民の心の技を研究して作られた精神防御（サイコシールド）を装備し、人間の恐怖を暴走させる。

## アニメ版スタッフ
- モーション 背景  - NOZOMI
- モーション モデリング - 花山とおる
- モーション モデリング エフェクト - 鱒木
- モデリング 背景 - MINE
- モデリング エフェクト - RYOW
- 音楽 - 天門
- 制作 - 五十嵐由和（アトミックモンキー）
- 音響制作担当 - 上田恵美香
- 音響監督 - 納谷僚介
- 音響効果 - 野崎博樹、深町隼人
- 調整 - 田中直也、三田英登
- 録音 - 宮林良太
- HP作成 - 白浜トモヒロ
- 監督・モーション モデリング 背景 エフェクト・製作総指揮・原作・脚本 - 松江名俊

## 主題歌
『あなたの旅を…』
作曲 - 天門 / 作詞 - 松江 名の右脳 / 歌 - 結月そら

## 製品
- 『技の旅人 DVD+CD付特別版』 価格3150円（税込） ISBN 9784099417291

- 『技の旅人 通常版』 価格440円（税込） ISBN 9784091234483